# 阿施瓦爾登弗盧特格拉本河
53°18′33″N 8°30′50″E / 53.309045°N 8.513975°E
阿施瓦爾登弗盧特格拉本河（德語：Aschwardener Flutgraben），是德國的河流，位於該國西北部，由下薩克森州負責管轄，屬於威悉河的右支流，河道全長17公里。